# 林檎と蛇のゲーム
林檎と蛇のゲーム（りんごとへびのげーむ）は、森川楓子の推理小説。
第6回『このミステリーがすごい!』大賞で最終選考に残るも、受賞は至らず落選した。しかし、内容が評価され、隠し玉（編集部推薦）として出版されることとなり、著者のデビュー作となった。
2012年8月14日に『超再現!ミステリー』（日本テレビ系列）で映像化された。

## ストーリー
謎の一億円と殺人事件をめぐる、主人公の少女のひと夏の大冒険を描いたミステリーである。